# Hrabstwo Barton (Kansas)

Piramida wieku hrabstwa

Hrabstwo Barton – hrabstwo położone w USA w stanie Kansas z siedzibą w mieście Great Bend. Hrabstwo wzięło swoją nazwę od Clary Barton. Zostało założone 26 lutego 1867 roku.

## Miasta
- Great Bend
- Hoisington
- Ellinwood
- Claflin
- Pawnee Rock
- Albert
- Olmitz
- Galatia
- Susank
- Odin (CDP)

## Sąsiednie hrabstwa
- Hrabstwo Russell
- Hrabstwo Ellsworth
- Hrabstwo Rice
- Hrabstwo Stafford
- Hrabstwo Pawnee
- Hrabstwo Rush